# Sher Ali Khan
Sher Ali Khan (1825 - Mazar-e Sarif, 21 de febrero de 1879) fue emir de Afganistán entre 1863 y 1866 y entre 1868 y 1879.

## Biografía
Nacido en 1825, era hijo de Dost Mohammed Khan.

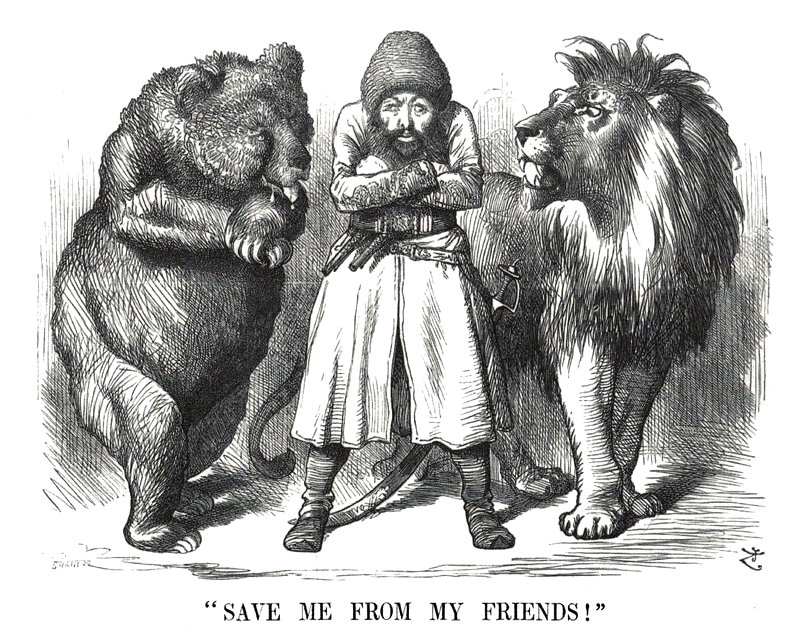
Sher Ali en una caricatura de 1878 junto a las representaciones zoomorfas de Rusia y del Reino Unido durante el Gran Juego: un oso y un león.

Se convirtió en emir a la muerte de su padre, reinando desde 1863 hasta 1866, cuando fue depuesto. Volvió a reinar desde 1868 hasta su muerte, que tuvo lugar en Mazar-e Sarif el 21 de febrero de 1879, siendo sucedido por su hijo Mohammed Yaqub Khan.